# 副警長 (電視劇)
《副警長》（英語：Deputy）是一部美國現代西部警案程序電視劇，由威爾·比爾主創。該劇於2018年10月起開發；Fox於2019年1月放行試播集，並於2019年5月正式訂下了該劇。
《副警長》融合了老派西方人的精神與現代態度以及堅韌不拔的真實性，故事主要描述一名代理警長試圖以西部老派的行事作風管理整個郡內事務。該劇於2020年1月2日在Fox首播。2020年4月，在第一季後Fox取消本劇。

## 劇情
當洛杉磯郡的警長去世時，旗下最資深的副官比爾·霍利斯特被迫接下代理警長的職務，他領導著一支由雄心勃勃且個性複雜的手下組成的警隊，以守護城市的治安，但同時也得應對難以迴避的政治問題。

## 演員

### 主要角色
- 史蒂芬·杜夫飾演比爾·霍利斯特副中士／代理警長（Deputy Sergeant / Acting Sheriff Bill Hollister）
- 雅拉·馬丁內茲（英语：Yara Martinez）飾演寶拉·雷耶斯醫生（Dr. Paula Reyes）
- 布萊恩·范·霍特飾演凱德·沃德副警長（Deputy Cade Ward）
- 貝克斯·泰勒-克勞斯飾演布萊恩娜·畢夏普副警長（Deputy Brianna Bishop）
- 席安娜·古因妮絲（英语：Siena Goines）飾演瑞秋·德爾加多副警長（Deputy Rachel Delgado）
- 沙恩·保羅·麥吉（英语：Shane Paul McGhie）飾演喬瑟夫·哈里斯副警長（Deputy Joseph Harris）
- 馬克·摩西（英语：Mark Moses）飾演傑瑞·倫敦代理郡長（Undersheriff Jerry London）
- 丹妮爾·蒙·特魯特（Danielle Moné Truitt）飾演查理·米尼克副警長（Deputy Charlie Minnick）

### 常駐角色
- 納塔莉亞·希露蒂（英语：Natalia Cigliuti）飾演泰瑞莎·沃德（Teresa Ward）
- 瓦萊莉亞·雅瑞吉（Valeria Jauregui）飾演瑪姬·霍利斯特（Maggie Hollister）
- 喬許·赫爾曼飾演卡特副警長（Deputy Carter）

### 客串角色
- 卡魯奇·特蘭（英语：Karrueche Tran）飾演吉娜維芙（Genevieve）

## 劇集
| 集數 | 標題                   | 導演             | 編劇                                                              | 首播日期      | 美國收視人數 （百萬） |
| ---- | ---------------------- | ---------------- | ----------------------------------------------------------------- | ------------- | --------------------- |
| 1    | Graduation Day         | 大衛·艾亞        | 威爾·比爾                                                         | 2020年1月2日  | 4.75                  |
| 2    | 10-8 Outlaws           | 大衛·艾亞        | 金柏莉·安·哈里森                                                  | 2020年1月9日  | 4.03                  |
| 3    | Deputy Down            | 克里斯·格里斯麥  | 約翰·科維尼                                                       | 2020年1月16日 | 3.66                  |
| 4    | 10-8 Firestone         | 米蘭·伽羅夫      | 劇本創作 ：阿提庫斯·艾斯特 故事構思 ：克萊·斯涅夏爾 & 約翰·科維尼 | 2020年1月23日 | 3.26                  |
| 5    | 10-8 Black & Blue      | 克里斯·格里斯麥  | 金柏莉·安·哈里森 & 格雷戈瑞·約曼                                  | 2020年1月30日 | 3.34                  |
| 6    | 10-8 Do No Harm        | 瑞秋·萊特曼      | 瑞克·鄧克爾                                                       | 2020年2月6日  | 3.52                  |
| 7    | 10-8 Search and Rescue | 托亞·弗萊瑟      | 伊恩·麥卡洛克                                                     | 2020年2月13日 | 3.42                  |
| 8    | 10-8 Selfless          | 彼得·李托        | 克雷·史涅夏爾                                                     | 2020年2月20日 | 3.33                  |
| 9    | 10-8 Entitlements      | 勞拉·貝爾西      | 金柏莉·安·哈里森 & 瑞克·鄧克爾                                    | 2020年2月27日 | 3.65                  |
| 10   | 10-8 School Ties       | 卡蘿·班克爾      | 伊恩·麥卡洛克 & 威廉·L·羅特科                                     | 2020年3月5日  | 3.33                  |
| 11   | 10-8 Paperwork         | 班·赫南德斯·布雷 | 克雷·史涅夏爾 & 布魯斯·齊默曼                                     | 2020年3月12日 | 3.53                  |
| 12   | 10-8 Agency            | 克里斯·格里斯麥  | 瑞克·鄧克爾 & 露絲·費雷拉                                         | 2020年3月19日 | 3.94                  |
| 13   | 10-8 Bulletproof       | 克里斯·格里斯麥  | 金柏莉·安·哈里森                                                  | 2020年3月26日 | 3.93                  |

1. ↑  該集於2020年1月1日搶先在fox.com、FOX app和Hulu線上發行[7]。

## 外部連結
- 官方网站
- 互联网电影数据库（IMDb）上《副警長》的资料（英文）